# BTW (Tagung)
Die BTW (Datenbanksysteme für Business, Technologie und Web) ist eine Tagungsreihe der Gesellschaft für Informatik mit Schwerpunkt Datenbanken und deren Anwendungen. Die Tagung findet seit 1985 alle zwei Jahre statt und sieht sich als wichtigste wissenschaftliche Konferenz zu Datenbanken und Informationssystemen im deutschsprachigen Raum. Sie wird vom Fachbereich Datenbanken und Informationssysteme (DBIS) der Gesellschaft für Informatik (GI) organisiert.

## Geschichte
Zwei Jahre vor der ersten BTW-Tagung wurde im Rahmen der GI über eine Tagungsserie diskutiert, welche Fortschritte an Datenbanksystemen in Forschung, Entwicklung und Anwendungen aufzeigen könne. Um die thematischen Spanne nicht zu stark zu beschränken und den Anwendungsbezug zu verdeutlichen, wurde die Bezeichnung „Büro, Technik und Wissenschaft“ gewählt, einhergehend mit dem bis heute verwendeten Akronym „BTW“. Die erste BTW-Tagung in Karlsruhe wurde mit 320 Teilnehmern ein Erfolg, und die Tagungen erreichen bis heute einen ähnlich hohen Zuspruch.
Durch neue Technologien und Anwendungsfelder insbesondere im Internetbereich änderten sich die Themenschwerpunkte der Tagungen, so dass die ursprüngliche Bezeichnung nicht mehr die aktuellen Anwendungen widerspiegelte. Aus diesem Grund wurde mit der zehnten BTW-Tagung in Leipzig im Jahr 2003 die neue Bezeichnung „Datenbanksysteme für Business, Technologie und Web“ unter Beibehaltung des Akronyms „BTW“ festgelegt. Weitere Neuerungen im Laufe der Zeit waren die Einführung eines Industrieprogramms, eine Demo-Programms, eines Tutoriums- und Workshop-Programms sowie die Auszeichnung der besten Dissertationen zu Datenbanken und Informationssystemen.

## Liste der BTW-Tagungen
| Nr. | Jahr | Ort                  | Organisatoren                                              | Zeitraum                                          |
| --- | ---- | -------------------- | ---------------------------------------------------------- | ------------------------------------------------- |
| 1   | 1985 | Karlsruhe            | Peter C. Lockemann, Wollfried Stucky, Albrecht Blaser      | 20.–22. März 1985                                 |
| 2   | 1987 | Darmstadt            | Hans-Jörg Schek, Gunter Schlageter                         | 1.–3. April 1987                                  |
| 3   | 1989 | Zürich               | Carl August Zehnder, Theo Härder                           | 1.–3. März 1989                                   |
| 4   | 1991 | Kaiserslautern       | Theo Härder, Hans-Jürgen Appelrath                         | 6.–8. März 1991                                   |
| 5   | 1993 | Braunschweig         | Hans-Dieter Ehrich, Wollfried Stucky                       | 3.–5. März 1993                                   |
| 6   | 1995 | Dresden              | Klaus Meyer-Wegener, Georg Lausen                          | 22.–24. März 1995                                 |
| 7   | 1997 | Ulm                  | Peter Dadam, Klaus R. Dittrich                             | 5.–7. März 1997                                   |
| 8   | 1999 | Freiburg im Breisgau | Georg Lausen, Alexandro Buchmann                           | 1.–3. März 1999                                   |
| 9   | 2001 | Oldenburg (Oldb)     | Hans-Jürgen Appelrath, Andreas Heuer                       | 7.–9. März 2001                                   |
| 10  | 2003 | Leipzig              | Erhard Rahm, Gerhard Weikum                                | 26.–28. Februar 2003                              |
| 11  | 2005 | Karlsruhe            | Peter C. Lockemann, Wolffried Stucky, Gottfried Vossen     | 2.–4. März 2005                                   |
| 12  | 2007 | Aachen               | Matthias Jarke, Thomas Seidl, Alfons Kemper                | 5.–9. März 2007                                   |
| 13  | 2009 | Münster              | Gottfried Vossen, Johann-Christoph Freytag                 | 2.–6. März 2009                                   |
| 14  | 2011 | Kaiserslautern       | Theo Härder, Bernhard Mitschang                            | 28. Februar – 4. März 2011                        |
| 15  | 2013 | Magdeburg            | Gunter Saake, Volker Markl                                 | 11.–15. März 2013                                 |
| 16  | 2015 | Hamburg              | Norbert Ritter, Thomas Seidl                               | 2.–6. März 2015                                   |
| 17  | 2017 | Stuttgart            | Bernhard Mitschang, Daniela Nicklas                        | 6.–10. März 2017                                  |
| 18  | 2019 | Rostock              | Andreas Heuer, Torsten Grust, Felix Naumann                | 4.–8. März 2019                                   |
| 19  | 2021 | Dresden (online)     | Wolfgang Lehner, Kai-Uwe Sattler, Melanie Herschel         | 19. April – 21. Juni 2021 (wöchentliche Vorträge) |
| 20  | 2023 | Dresden              | Wolfgang Lehner, Stefanie Scherzinger, Birgitta König-Ries | 6.–10. März 2023                                  |
| 21  | 2025 | Bamberg              |                                                            | 3.–7. März 2025                                   |